# Сінтана (кратер)
Сінтана — великий кратер у південній півкулі карликової планети Церера, розташований на 44,21° пд. ш., 76,4° сх. д. Його діаметр становить 58 км. Кратер названий на честь божества народу Когі з північної Колумбії, яке створювало родючий чорнозем. Міжнародний астрономічний союз офіційно найменував кратер 3 липня 2015 року.

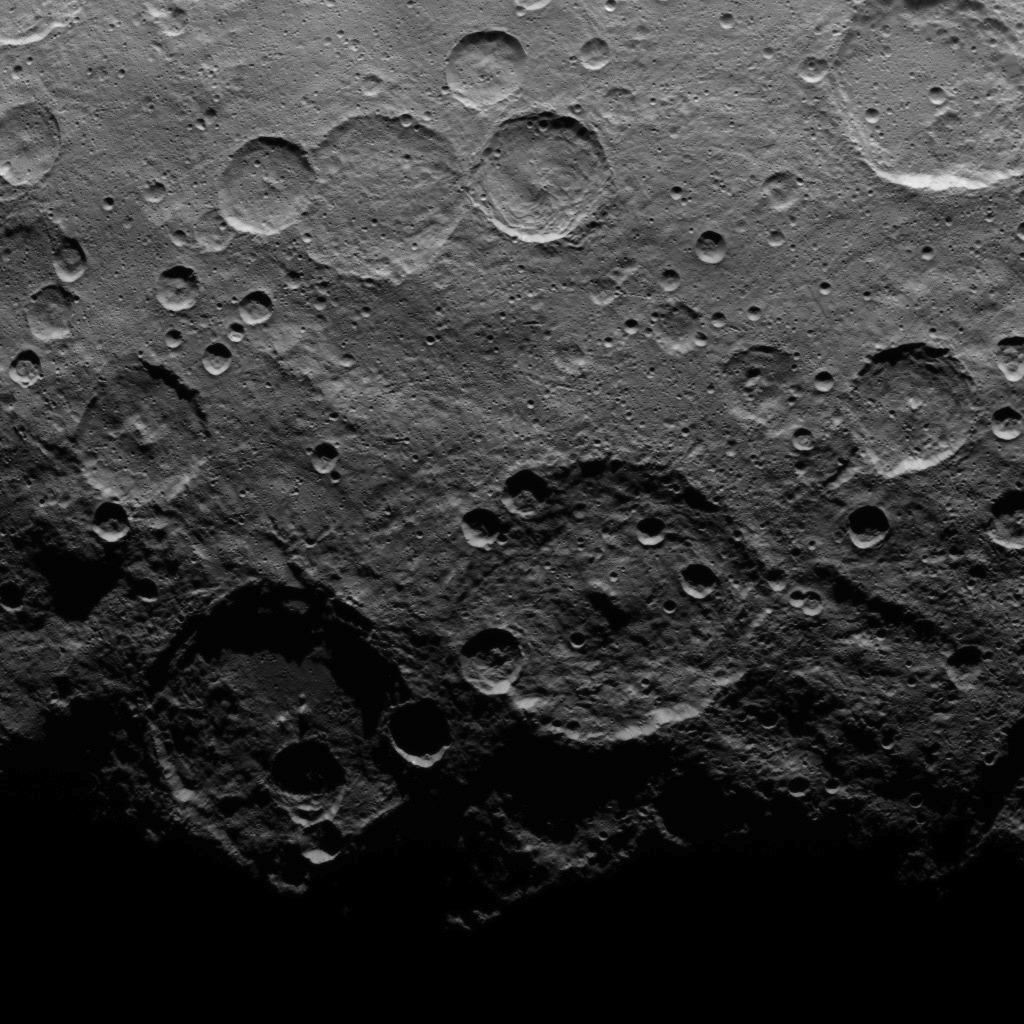
Сінтана (вгорі) серед інших кратерів